# 立山一郎
立山 一郎（たてやま いちろう、1943年6月8日 - ）は、日本の経営者。ニッセイ同和損害保険社長、あいおいニッセイ同和損害保険会長を務めた。

## 経歴
熊本県出身。1967年に東京大学法学部を卒業し、同年に同和火災海上保険に入社。
1995年6月に取締役に就任し、1997年6月に常務、2001年4月にニッセイ同和損害保険、2005年6月に副社長を経て、2001年6月には社長に就任。2010年10月にあいおいニッセイ同和損害保険会長に就任し、2012年6月には特別顧問に就任